# Stripped Live in UK
Stripped live in UK — третий музыкальный DVD Кристины Агилеры, вышедший в 2004 году.
Stripped live in UK не включает в себя «Make Over», которую Агилера исполняла после «Can't Hold Us Down», а также песню «I Prefer You», которая шла после «At Last».

## Список композиций
1. Stripped Intro Pt. 1
2. Dirrty
3. Get Mine, Get Yours
4. The Voice Within
5. Genie in a Bottle
6. Can't Hold Us Down
7. Salsa/Contigo En La Distancia/Falsas Esperanzas
8. Infatuation
9. Come On Over (All I Want Is You)
10. Cruz
11. Loves Embrace
12. Impossible
13. At Last
14. Lady Marmalade
15. Walk Away
16. Fighter
17. Stripped Pt. 2
18. What A Girl Wants
19. Beautiful

### Дополнения
1. Эксклюзивное интервью с Кристиной о её альбоме Stripped, о The Stripped Tour и о её жизни вне музыки.
2. Интервью с музыкантами, танцорами, стилистами, хореографами, которые помогали делать шоу.
3. «Гастрольный автобус Гилберта» — встреча с танцором Кристины Гилбертом Салдиваром.
4. «Одна ночь в Милане» — встреча Кристины и Донателлы Версаче в Милане, столице высокой моды.
5. «RSVP» — Кристина Агилера отвечает на вопросы фанатов

## Чарты
| Чарт                       | Сертификация  | Продажи  |
| -------------------------- | ------------- | -------- |
| Australian Music DVD Chart | 2× платиновый | 30 000   |
| Brazil Top 20 Musical DVDs |               | 6 000+   |
| German Music DVD Chart     | Золотой       | 100 000+ |
| U.S. Music DVD Chart       | Платиновый    | 100 000+ |